# Валя-Синпетрулуй (Гребенішу-де-Кимпіє, Муреш)
Валя-Синпетрулуй (рум. Valea Sânpetrului) — село у повіті Муреш в Румунії. Входить до складу комуни Гребенішу-де-Кимпіє.
Село розташоване на відстані 280 км на північний захід від Бухареста, 22 км на захід від Тиргу-Муреша, 55 км на схід від Клуж-Напоки, 148 км на північний захід від Брашова.

## Населення
За даними перепису населення 2002 року у селі проживали 480 осіб. Рідною мовою 477 осіб (99,4%) назвали румунську.
Національний склад населення села:
| Національність | Кількість осіб | Відсоток |
| -------------- | -------------- | -------- |
| румуни         | 438            | 91,3%    |
| цигани         | 39             | 8,1%     |